# Río Chira
El río Chira es un río de la vertiente del Pacífico, localizado al sur del Ecuador y norte del Perú, considerado el más caudaloso de la costa peruana. 

## Geografía
Forma la frontera entre Ecuador y Perú
, y a partir de ahí ingresa al territorio peruano. La ciudad de Sullana, en el Perú, está situada junto a este río.
El río Chira es un río internacional, y su cuenca tiene una área de drenaje total de 19.095 km² hasta su desembocadura; de este total, 7.162 km² están en Ecuador, y 11.933 km cuadrados en Perú. Su cuenca húmeda es de aproximadamente 9.500 km².
El río nace en la Cordillera Occidental de los Andes a más de 3.000 m con el nombre de río Catamayo, y después de recorrer 150 km se une con el río Macará donde toma el nombre de río Chira, recorre 50 km, en el límite entre Perú y Ecuador hasta encontrarse con el río Alamor continuando en la dirección suroeste en territorio peruano hasta su desembocadura en el mar, después de haber recorrido 300 km aproximadamente. La longitud del río Chira es de 168 km y los 300 km corresponden al sistema Chira-Catamayo.

## Regularización de caudales
La presa de Poechos regulariza los caudales del río Chira, para que estos puedan ser utilizados en el riego del valle del bajo Chira, y a través del canal Chira-Piura, aumenta el caudal del río Piura en su periodo más seco, para incrementar el área irrigada en el Bajo Piura. El manejo integrado del riego en los dos valles es gestionado por el Proyecto Especial Chira - Piura.
El canal Chira - Piura, en el paraje conocido como Curumuy, tiene un desnivel de unos 30 m. Al pie de este desnivel se ha construido una central hidroeléctrica, llamada precisamente Usina Hidroeléctrica de Curumuy.

## Caudales de crecida
Los caudales de crecida del río Chira son relativamente bien conocidos en la parte baja de la cuenca, debido al control de caudales en el reservorio de Poechos, y a los aforos de caudales de crecidas hechos en el puente Sullana. 
Para la crecida del año 1998 se dispone también de cálculos hidráulicos hechos en la presa derivadora Sullana (inaugurada en julio de 1997).

### Crecidas del año 1998
La presa Sullana, construida para un caudal de diseño de 3500 m³ sufrió daños durante las crecidas de 1998, debido a la erosión intensa que se desarrolló aguas abajo y dio lugar a un ensanchamiento importante del lecho, y la socavación de las obras de disipación de energía.
La presa derivadora Sullana puede suministrar caudales confiables. Sin embargo, hay que precisar las condiciones de flujo para caudales de crecidas fuertes, especialmente cuando empieza la influencia del nivel de agua aguas abajo.
Los caudales de crecida en Sullana están influenciados por la reserva de Poechos, que tiene una capacidad de almacenamiento importante y puede favorecer la amortiguación de caudales pico. Para la mayor crecida de 1998, se evalúo el caudal pico que entraba en la reserva en 7300 m³, mediante un cálculo de variaciones horarias de nivel, tomando en cuenta la batimetría de la reserva. El caudal pico de salida se evaluó en 5.500 m³, lo que significa una amortiguación de más de 30% del caudal de pico.
Cabe señalar que dicho efecto de amortiguación pudiera ser reducido por dos factores:
- La reserva puede encontrarse llena al llegar el pico de crecida (en caso de crecidas repetidas). Sin embargo, las condiciones de manejo de las obras de salida durante las crecidas podrían reducir este riesgo y favorecer la amortiguación de los picos fuertes.
- La capacidad de almacenamiento de la reserva se ve reducida por la acumulación de sedimentos (desde el inicio de la reserva en 1976, se ha reducido la capacidad de almacenamiento de un 60% debido a la acumulación de sedimentos).

### Crecidas del año 2017
Debido al El Niño costero de 2017 el río Chira experimentó una crecida de sus aguas e inundaciones de ciudades cercanas acompañada de una serie de fuertes lluvias durando 3 meses.
El Niño trajo consigo lluvias intensas que provocaron inundaciones, deslizamientos de tierra y daños en la infraestructura. También se trajo consigo muchas enfermedades como el dengue, chikunguña entre otras enfermedades.